# 毛里求斯战斗运动

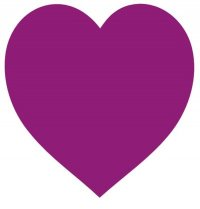
毛里求斯战斗运动标志

模里西斯戰鬥運動（法語：Mouvement Militant Mauricien，缩写为MMM）是模里西斯的一個左翼社會主義政黨。該黨由一群學生在1969年9月成立，模里西斯戰鬥運動提倡所認為之“更公平”的社會，沒有基於社會階級、人種、社區、宗教、社會性別、性取向的歧視。
模里西斯戰鬥運動在1973年發生第一次分裂，當時德夫·维拉索米離開該黨创建进步社会主义毛里求斯战斗运动。